# مروارید (فیلم ۲۰۱۶)
مروارید (به انگلیسی: Pearl) یک فیلم انیمیش کوتاه و مستقل است که در سال ۲۰۱۶ توسط پاتریک اوزبورن ساخته شد. این فیلم در سال ۲۰۱۷ و در هشتاد و نهمین دوره جوایز اسکار عنوان نخستین فیلم واقعیت مجازی  را کسب کرد که کاندید دریافت جایزه در بخش بهترین پویانمایی کوتاه شد ولی موفق به دریافت جایزه نشد.

## داستان
یک ماشین هاچ بک محبوب بنام مروارید یک دختر و پدرش را که کل کشور را در تعقیب رویاهایشان می‌گردند دنبال می‌کند. فیلم، داستانی در مورد هدیه‌هایی است که ما دست پایین می‌گیریم و درباره قدرت آن‌ها در انتقال عشق است.